# Edurne Portela
Miren Edurne Portela Camino (Santurce, Vizcaya; 1974) es una historiadora, filóloga, docente universitaria, ensayista y novelista española.

## Biografía
Licenciada en Historia por la Universidad de Navarra (1997), amplió estudios en Estados Unidos, país en el que también ha desarrollado su carrera profesional como profesora e investigadora. Cursó una maestría en Literaturas Hispánicas (1999) y un doctorado en Literatura Española y Latinoamericana (2003), ambos en Universidad de Carolina del Norte en Chapel Hill (Carolina del Norte), siendo profesora asociada (1999-2001) de la misma. En 2003 se traslada a la College of Arts and Sciences de la Universidad de Lehigh (Pensilvania), donde a lo largo de trece años compagina su trabajo de docencia, como profesora asociada (2003-2008) con la gestión académica en la dirección del Humanities Center (Centro de Humanidades) (2008-2014) y de Iniciativas Internacionales (2013-2014) del College of Arts and Sciences.
En 2010 cofunda la Asociación Internacional de Literatura y Cine Españoles Siglo XXI (ALCESXXI), siendo vicepresidenta (2010-2016) y miembro del consejo editorial de la Revista de ALCES XXI.
En 2016 finaliza su carrera académica en Estados Unidos y regresa a España, con objeto de dedicarse por completo a la escritura, mediante la publicación de obras de ensayo y novela y la colaboración en medios de comunicación impresos y digitales, como La Marea, El Correo, El País, RNE y La SER.
En 2018 recibió el premio Mejor Libro de Ficción por su obra  Mejor la ausencia, otorgado por el Gremio de Librerías de Madrid en su 18.ª edición.
Tanto en su obra como novelista como en sus ensayos, Edurne Portela aborda e investiga la temática de la violencia en diferentes vertientes, desde la violencia vivida en la sociedad vasca durante el auge de ETA (El eco de los disparos) a la violencia cotidiana de las relaciones tóxicas (Formas de estar lejos).
Su novela Los ojos cerrados (2021) mezcla la novela de memoria (centrada en la Guerra Civil española y sus consecuencias) y la literatura neorrural.

## Obra

### Ensayo
- Portela, Edurne. Displaced Memories: The Poetics of Trauma in Argentine Women Writers. Lewisburg (Pensilvania): Bucknell University Press, 2009. ISBN 978-0-8387-5732-1.
- Portela, Edurne. El eco de los disparos: cultura y memoria de la violencia. Barcelona: Galaxia Gutenberg SL, 2016. ISBN 978-84-16734-11-5; ISBN 978-84-16734-34-4.

### Novela
- Portela, Edurne. Mejor la ausencia. Barcelona: Galaxia Gutenberg, 2017. ISBN 978-84-17088-12-5; ISBN 978-84-17088-39-2.
- Portela, Edurne. Formas de estar lejos. Barcelona: Galaxia Gutenberg, 2019. ISBN 978-84-17747-10-7; ISBN 978-84-17747-42-8.
- Portela, Edurne. Los ojos cerrados. Barcelona: Galaxia Gutenberg, 2021.[8]
- Portela, Edurne. Maddi y las fronteras. Barcelona: Galaxia Gutenberg, 2023. ISBN 9788419392237

### Cuento
Portela participó en el libro colectivo:
- VV.AA. Tranquilas: Historias para ir solas por la noche. Lumen, 2019. ISBN 978-84-264-0703-0

### Artículos científicos
- Portela, Edurne. «Hijos del Silencio: Intertextualidad, paratextualidad y postmemoria en La voz dormida de Dulce Chacón». En: Revista de Estudios Hispánicos, 2007, vol. 41, pp. 51-71.

- Portela, Edurne. «Writing (in) Prison: The Discourse of Confinement in Lidia Falcón’s En el infierno». En: Arizona Journal of Hispanic Cultural Studies, 2007, vol. 11, pp. 121-136.
- Portela, Edurne. «Cicatrices del trauma: cuerpo, exilio y memoria en Una sola muerte numerosa de Nora Strejilevich». En: Revista Iberoamericana, ene.-mar. 2008, vol. 74, n. 222, pp. 71-84.
- Portela, Edurne. «“Como escritor no me interesa tomar partido”: Felix Bruzzone y la memoria anti-militante». En: A Contracorriente. Una Revista de Historia Social y Literatura de América Latina, pri. 2010, vol. 7, n. 3, pp. 168-184.
- Portela, Edurne. «El espectro y la memoria en Cielos de barro de Dulce Chacón». En: Anales de Literatura Española Contemporánea, 2011, vol. 36, n. 1, pp. 187-207.
- Portela, Edurne. «Despertar del letargo: Literatura vasca contra la indiferencia y el silencio». En: Revista de Estudios Hispánicos, 2013, vol. 47, n. 3, pp. 417-442.

## Premios y reconocimientos
- 2018 premio Mejor Libro de Ficción, otorgado por el Gremio de Librerías de Madrid en su 18.ª edición por Mejor la ausencia.
- 2022 Premio Euskadi de Literatura en la categoría de Literatura en castellano, por Los ojos cerrados.[9]